# Раймон Оффне
Раймон Оффне (фр. Raymond Offner, 17 листопада 1927 — 30 жовтня 1989) — французький баскетболіст.
Срібний призер Олімпійських ігор 1948 року.